# Emoia cyanogaster
Emoia cyanogaster — вид сцинкоподібних ящірок родини сцинкових (Scincidae). Мешкає на островах Меланезії.

## Поширення і екологія
Emoia cyanogaster мешкають на островах Нова Британія, Нова Ірландія і Дьюк-оф-Йорк в архіпелазі Бісмарка, широко поширені на Соломонових островах, зокрема на Бугенвілі та на Нових Гебридах. Вони живуть у вологих тропічних лісах та в садах. Зустрічаються на висоті до 600 м над рівнем моря. Відкладають яйця.